# Tell Mar Elias
Tell Mar Elias è un tell, cioè un tumulo di diversi strati archeologici, situato un po' oltre il limite nord-ovest di Ajlun nel nord della Giordania e nella regione storica che Gilead; ad esso si fa riferimento alla Sacra Scrittura. 
Le rovine della storica città di Listib ("el-Ishtib" o "el-Istib" in arabo) o Tishbe, che 1 Re, 17:1 identifica come residenza e forse anche luogo di nascita del profeta Elia, sono molto vicini al tell, essendo attraversati da una valle.
A causa della sua vicinanza al luogo presunto di Tishbe storico e religiosamente significativo, due chiese cristiane furono erette sul tell nel tardo periodo bizantino: il sito include le rovine di una delle più grandi chiese bizantine conosciute in Giordania. Sono stati trovati dei manufatti dal sito, tra cui sculture in marmo e piccoli oggetti religiosi in metallo, esposti nel museo archeologico del vicino Castello di Ajlun. Inoltre, "in rispetto per lo spirito di Nebhī-Ilyâs (il profeta Elia) è sorto a un boschetto di querce sopra le rovine" delle chiese bizantine del posto.

## Galleria d'immagini

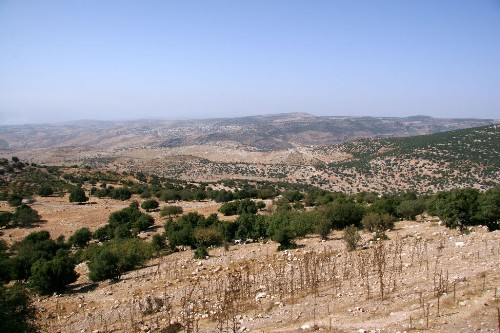
Vista a nord-ovest da Tell Mar Elias
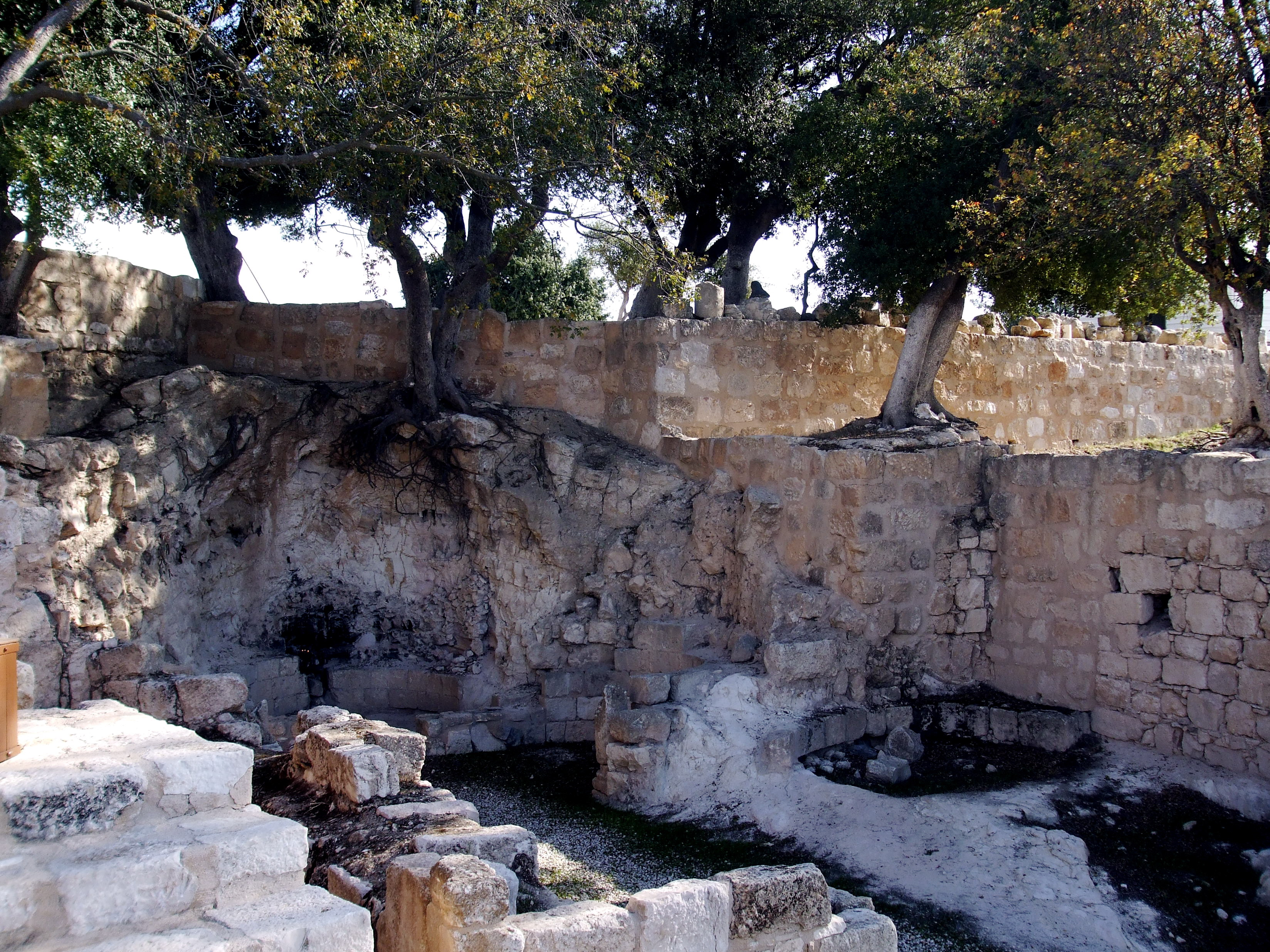
La cappella inferiore
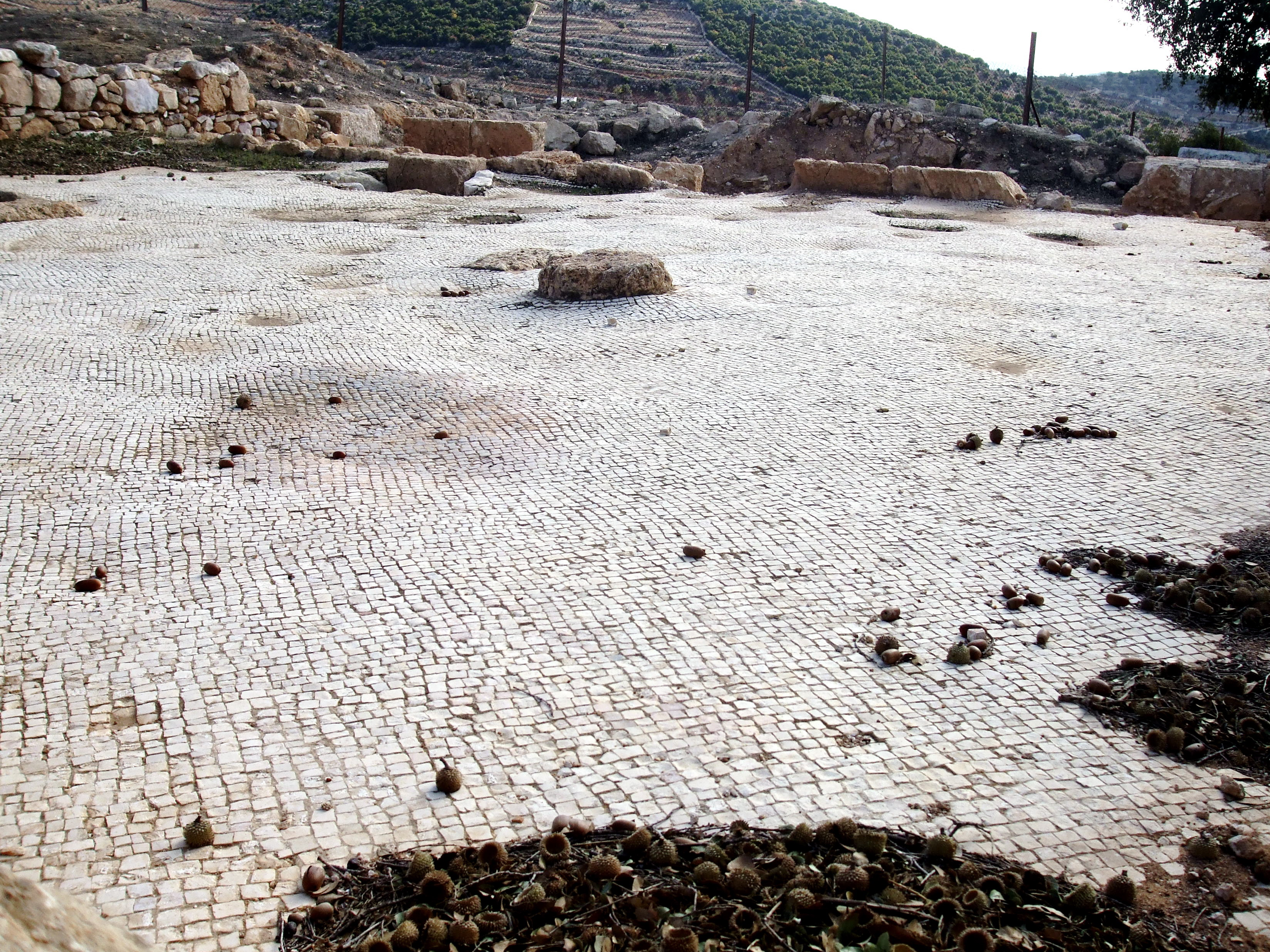
Un semplice pavimento a mosaico
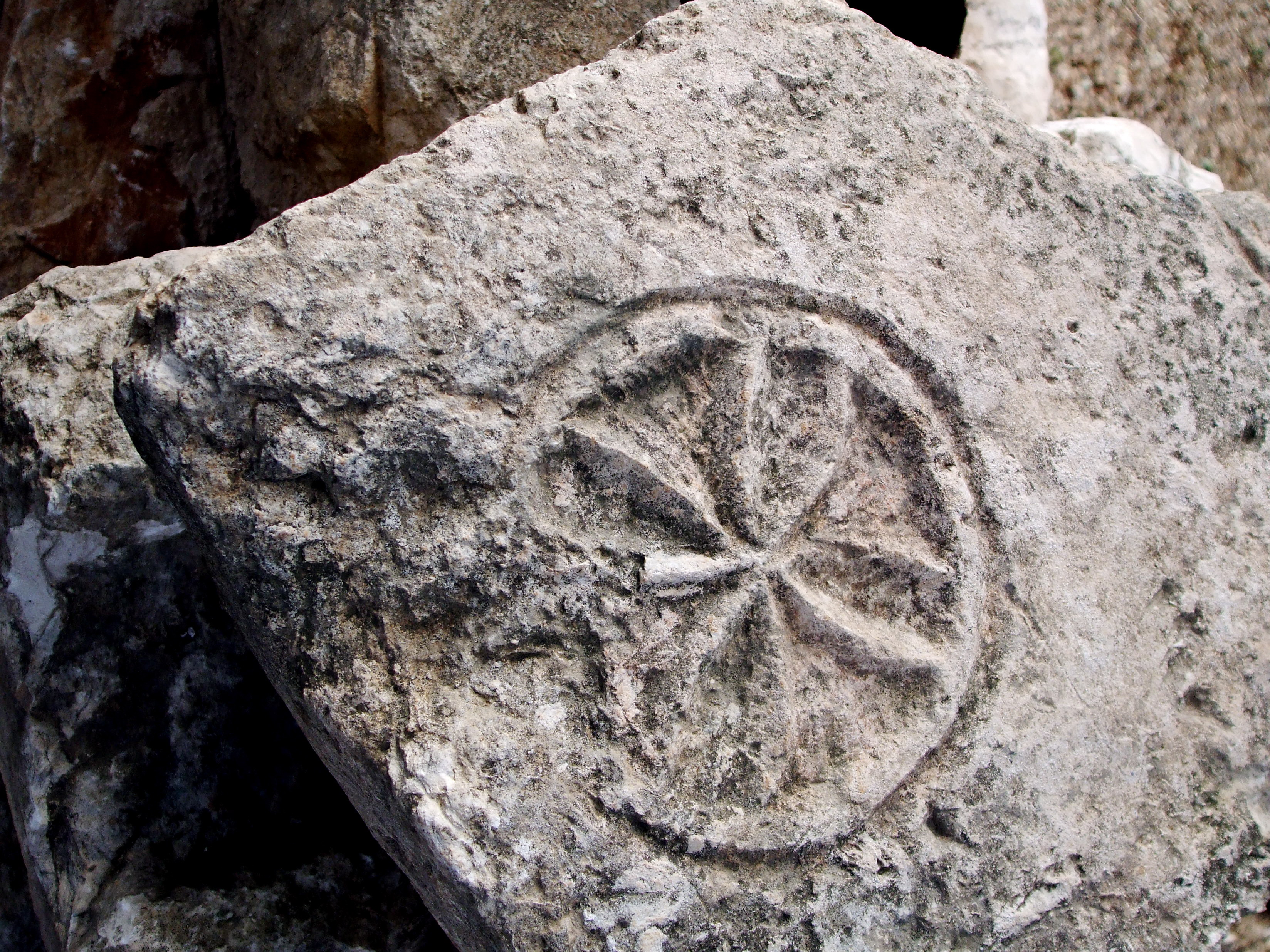
Scultura di una rosetta cruciforme